# آپاچی (فیلم ۱۹۵۴)
آپاچی (به انگلیسی: Apache) یک فیلم سینمایی آمریکایی در ژانر وسترن محصول سال ۱۹۵۴ میلادی است. داستان فیلم بر محور مثبت نمایش زندگی سرخ‌پوستان آمریکا قرار دارد.